# Susannah Harker
Susannah Harker (Londra, 26 aprile 1965) è un'attrice britannica.

## Biografia
Figlia dell'attrice Polly Adams e dell'attore Richard Owens e nipote di Gordon Adams, Susannah Harker lavora per il cinema, il teatro e la televisione.
Cresciuta in un ambiente cattolico ha studiato in un collegio tenuto da suore nel Sussex e alla Central School of Speech and Drama a North London. La sorella Caroline, è anch'essa un'attrice di teatro e televisione.
Dal 1993 al 2004 è stata sposata con Iain Glen da cui ha avuto un figlio, Finlay. Nel 2006, ha iniziato una relazione con Paul McGann.

## Carriera
Nel 1990 è stata nominata per il Premio BAFTA per il ruolo di Mattie Storin in "House of Cards".
La Harker è apparsa nell'opera teatrale "On the Shore of the Wide World" , accanto a Clive Owen in "Chancer" e in "Heat of the Sun" con Trevor Eve. Inoltre ha interpretato il ruolo di Jane Bennet nell'adattamento televisivo del 1995 di "Orgoglio e Pregiudizio" di Jane Austen.

## Filmografia
- Burke & Wills (1985)
- The Lady's Not for Burning (1987)
- Troubles (1988)
- White Mischief (1987)
- Un'arida stagione bianca (1989)
- Surviving Picasso - Sopravvivere a Picasso (1996)
- Intimacy - Nell'intimità (2001)
- Trance (2001)
- Offending Angels (2002)
- Always Crashing in the Same Car (2007)
- The Calling (2008)

### Televisione
- Chancer (1990)
- Sherlock Holmes - Il mistero del crocifero di sangue (The Crucifer of Blood), regia di Fraser Clarke Heston - film TV (1991)
- House of Cards (1990)
- Adam Bede (1991)
- Le avventure di Sherlock Holmes - Episodio "Il Detective Morente" (1994)
- Faith (1994)
- Orgoglio e pregiudizio (1995)
- Heat of the Sun (1998)
- Ultraviolet (1998)
- Murder in Mind (2001)
- Perfect Parents (2006)
- L'ispettore Barnaby (Midsomer Murders) - serie TV, episodio 12x02 (2009)